# Gabriella Szűcs
Gabriella Ibolya Szűcs (n. 31 august 1984, Oradea) este o jucătoare de handbal profesionistă cu cetățenie română și maghiară. În prezent, ea evoluează la clubul HC Dunărea Brăila.

## Biografie
Gabriella Szűcs s-a născut pe data de 31 august 1984, la Oradea, în România. Tatăl ei, Sándor Szűcs, a jucat fotbal în prima divizie din România în anii '80, pentru echipa FC Bihor. El este considerat unul din jucătorii emblematici ai echipei, alături de Adalbert Serfőző, Mircea Neșu, Iosif Vigu, Iosif și Attila Kun sau Lajos Sătmăreanu.
Înainte de Revoluție, Árpád Szűcs, soția sa, Ibolya, precum și fata lor, Gabriella, au părăsit țara și s-au stabilit la Debrețin, în Ungaria. Árpád Szűcs a evoluat o perioadă la echipa de fotbal din această localitate și și-a încheiat cariera de fotbalist relativ târziu, la vârsta de 43 de ani. La Debrețin s-a născut și sora Gabriellei, Nikolett, pe 14 august 1988.
Árpád Szűcs le-a îndemnat pe cele două fete să practice sportul, iar amândouă s-au îndreptat spre handbal. Nikolett (Niko) Szűcs, după o scurtă etapă la echipa Tajtavill Nyiradony, este acum legitimată la Kiskunhalas NKSE.
Gabriella Szűcs a început să joace handbal încă de la 11 ani, iar la 14 ani, în 1998, a devenit componentă a lotului de junioare al clubului DVSC Aquaticum Debrecen. Gabriella a rămas în echipa din Debrețin până în 2008. În tot acest timp, ea a câștigat, alături de echipa sa, numeroase distincții în competițiile interne de junioare și senioare din Ungaria.
În 2008, Gabriella Szűcs a decis să părăsească gruparea din Debrețin. Ea a avut oferte de la clubul maghiar Győri Audi ETO KC, precum și de la cluburi din străinătate. În final, Gabriella a acceptat oferta campioanei României, Oltchim, din partea căreia au negociat managerul Constantin Roibu și antrenorul Gheorghe Tadici, fiind instalată la Râmnicu Vâlcea chiar în apartamentul acestuia din urmă, după ce a părăsit formația vâlceană. O perioadă de timp, Szűcs a fost colegă de echipă la Oltchim cu o altă jucătoare de origine maghiară, Rita Borbás.
Ca membră a echipei românești, Gabriella Szűcs a prins la acest club finala Ligii Campionilor EHF, pierdută de Oltchim în fața danezelor de la Viborg HK. Cu toate acestea, Gabriella nu a jucat finala, antrenorul Radu Voina păstrând-o pe banca de rezerve. În campionatul intern, Szűcs a câștigat cu echipa sa trei titluri de campioană a României.
La începutul lui 2010, pe fondul unor disensiuni între jucătoare și antrenoarea naționalei Ungariei, Eszter Mátéfi, presa românească a speculat chiar că Gabriella Szűcs ar putea să fie convocată la naționala României, dar ea a dezmințit aceste zvonuri, declarând: „În inima mea este doar naționala Ungariei”.

## Viața personală
La începutul lunii iunie 2010, Gabriella Szűcs s-a logodit cu Cristian Bud, atacantul echipei de fotbal CFR Cluj. Cei doi s-au întâlnit la începutul lunii aprilie, la Baia Mare, la meciul de handbal masculin Minaur-Dinamo. Conform lui Cristian Bud: „A fost dragoste la prima vedere și de atunci suntem de nedespărțit”. Gabriella Szűcs a declarat presei:
„Chiar dacă distanța este mare între Cluj și Vâlcea, atunci când iubești, acest lucru nu mai contează. M-am bucurat foarte tare pentru titlul lui CFR Cluj, mai ales că «iubi» mi-a dedicat mie golul din ultimul meci. Părinții mei îl cunosc deja pe Cristi și se înțeleg foarte bine. Tata vorbește non-stop despre fotbal cu el.”—Libertatea - 26 iunie 2010
Bud și Szücs au plecat, în luna iunie 2010, într-o vacanță romantică la Paris. Acolo, fotbalistul i-a oferit Gabriella Szűcs inelul de logodnă chiar în Turnul Eiffel. Cei doi au anunțat că și-au programat nunta pentru 2011. Cu toate acestea, după nici două luni de la logodnă, Szűcs și Bud s-au despărțit fără să dea prea multe amănunte, Gabriella rezumând doar că:
„Ajunge dacă spun doar atât, că în ultimul timp a fost destul de stresantă și obositoare această relație. Mă bucur că s-a terminat și nu aș dori să mă mai ocup de acest lucru!”—Foaia Transilvană - 28 august 2010

## Preferințe
Sportivii care au influențat-o pe Gabriella sunt Erika Csapó, Carlos Perez, Katalin Pálinger și Michael Jordan.
Băuturile preferate sunt sucurile de piersici, cola, Bacardi cu Coca Cola, iar mâncărurile pe care le preferă sunt supa de pui, sarmalele, prăjiturile și ciocolata. Gabriella are și culori preferate: roz, albastru și alb. Se simte bine îmbrăcată în ținute sport, blugi, fuste, tricouri, și adoră să se machieze. De asemenea, îi place muzica, ascultând în special piesele lui Nelly Furtado, Justin Timberlake sau Jennifer Lopez.

## Palmares

### Club
- Liga Națională:
  -  Câștigătoare: 2008, 2009, 2010, 2014
  - Medalie de argint: 2015, 2016, 2017
- Cupa României:
  -  Câștigătoare: 2015
- Supercupa României:
  -  Câștigătoare: 2014, 2015
- Liga Campionilor EHF:
  - Finalistă: 2010
  - Sfert-finalistă: 2015, 2016

### Echipa națională
- Campionatul European de Tineret: locul 3 (2001) (cu Ungaria)
- Campionatul European de Junioare: locul 2 (2002) (cu Ungaria)
- Campionatul Mondial de Junioare: locul 2 (2003) (cu Ungaria)
- Campionatul European: locul 3 (2004) (cu Ungaria)
- Cupa Mondială din Danemarca: locul 3 (2005) (cu Ungaria)
- Campionatul Mondial: locul 3 (2005) (cu Ungaria)
- Jocurile Olimpice din 2008: locul 4 (2008) (cu Ungaria)
- Campionatul Mondial: locul 3 (2015) (cu România)